# Emmanuel Grenier (homme d'affaires)
Pour les articles homonymes, voir Emmanuel Grenier.
Emmanuel Grenier, né le 26 septembre 1971 à Montélimar, est un dirigeant d'entreprises français. Dirigeant du distributeur Cdiscount de 2008 à 2016, de la branche commerce électronique du groupe Casino, Cnova, de 2016 à 2023, il est Directeur exécutif du groupe Casino depuis janvier 2023.

## Biographie
Emmanuel Grenier est diplômé de l'École supérieure de commerce de Chambéry Savoie (1995).
Emmanuel Grenier entre dans le groupe Casino en 1996 et y effectue toute sa carrière. Il coordonne d'abord l'ouverture de magasins Géant en Europe de l'Est,. En 2003, il devient directeur de la logistique du groupe. En 2006, il est nommé directeur général d'Easydis, filiale logistique du groupe. De 2008 à 2013, il est directeur général de Cdiscount, puis président. Il est nommé directeur général de Cnova en 2016, nouvelle entité qui regroupe tous les actifs ecommerce du groupe Casino,. En janvier 2023, Emmanuel Grenier est nommé Directeur exécutif e-commerce au sein du groupe Casino.

## Décoration
- 2020 :  Chevalier de la Légion d'honneur[7]